# Pfarrkirche Amstetten-Herz Jesu

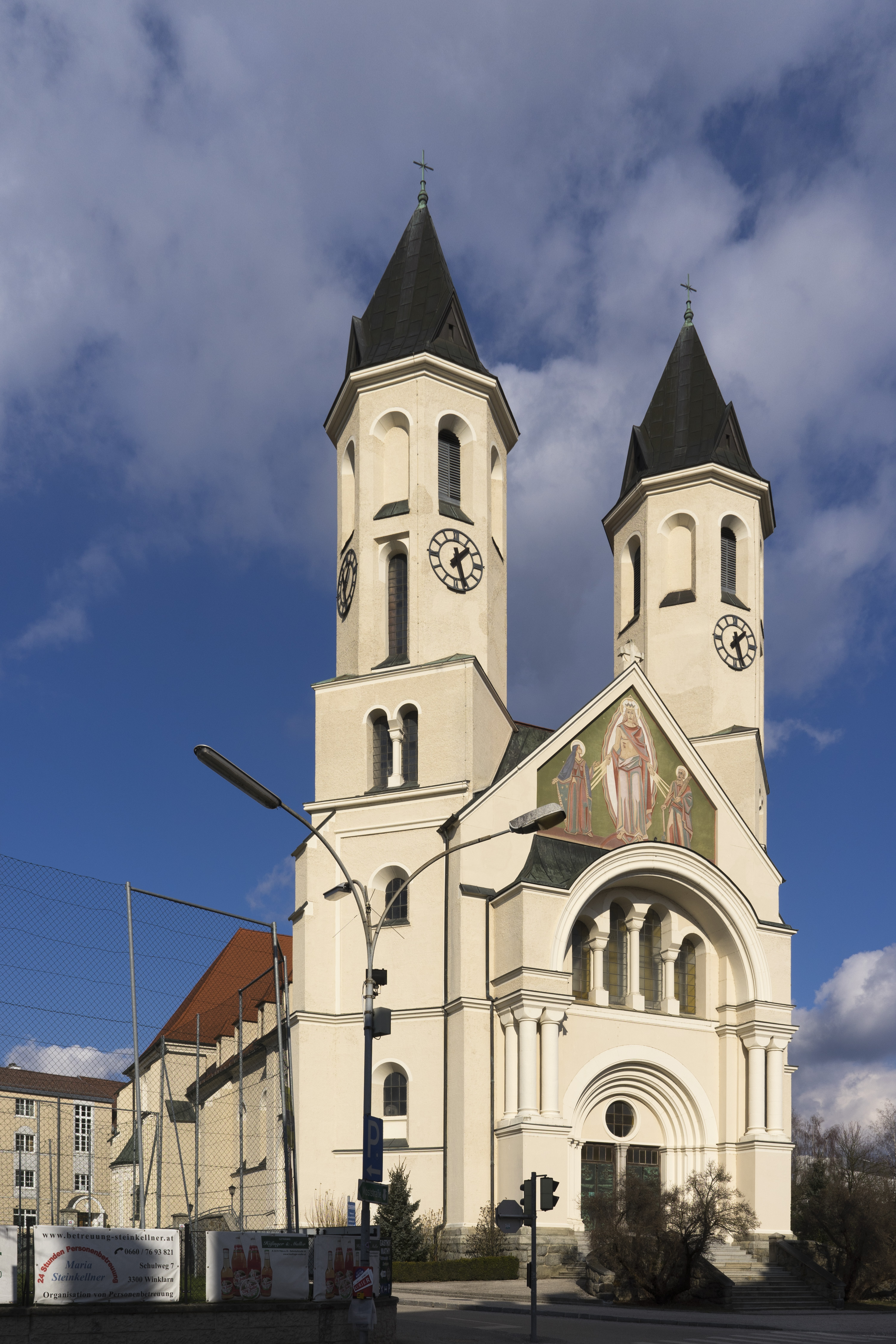
Kath. Pfarrkirche Herz Jesu in Amstetten

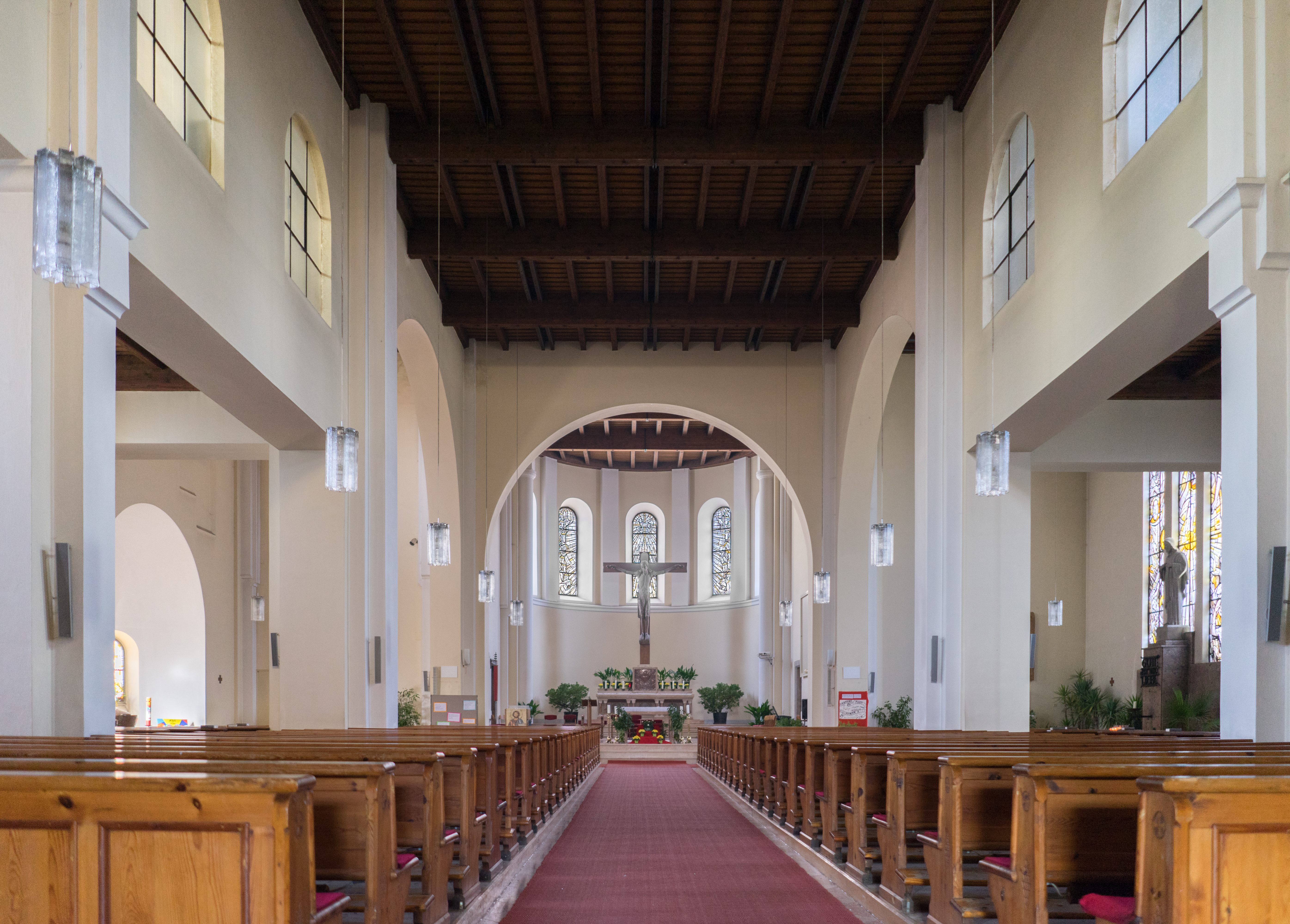
Innenraum der Kirche

Die römisch-katholische Pfarrkirche Amstetten-Herz Jesu steht in der Stadtgemeinde Amstetten in Niederösterreich. Die Pfarrkirche Herz Jesu gehört zum Dekanat Amstetten der Diözese St. Pölten. Die Kirche steht unter Denkmalschutz.

## Geschichte
Die Kirche wurde von 1899 bis 1931 nach den Plänen des Architekten Raimund Jeblinger erbaut. 1908 wurde der Chor geweiht. 1918 wurde die Kirche von den Salesianern übernommen. 1939 wurde die Kirche zu einer weltpriesterlichen Pfarrkirche erhoben. 1945 erlitt die Kirche schwere Bombenschäden. 1951/1953 erfolgte der Wiederaufbau mit Architekt Josef Friedl mit vereinfachten Formen der inneren Wandgliederungen.

## Architektur
Die Kirche steht erhöht in der Preinsbacher Straße nördlich als axiales Gegenstück zum Bahnhofsgebäude (dieses steht am südlichen Ende der Bahnhofsstraße). Die monumentale neoromanische Basilika mit einem Querhaus hat eine südliche Doppelturmfassade. Das Giebelfeld zeigt das Sgraffito Heilige Familie vom Maler Sepp Zöchling (1954).

## Ausstattung
Über der Hochaltarmensa hängt ein monumentales Kruzifix vom Bildhauer W. Bacher (1958).
Die Kreuzwegmosaike schuf die Malerin Lucia Jirgal (1954).